# Daniel Przastek
Daniel Piotr Przastek (ur. 22 marca 1975) – polski dramaturg, doktor habilitowany nauk społecznych w dyscyplinie nauk o polityce, w latach 2020–2025 dziekan Wydziału Nauk Politycznych i Studiów Międzynarodowych Uniwersytetu Warszawskiego.

## Kariera naukowa
W 2000 ukończył politologię na Uniwersytecie Warszawskim. W 2004 uzyskał stopień doktora nauk humanistycznych w zakresie nauk o polityce na podstawie pracy Środowisko teatru w okresie stanu wojennego (promotorka – Anna Weisert-Magierska), a 28 lutego 2018 Rada Wydziału WNPiSM podjęła decyzję o nadaniu habilitacji na podstawie dorobku naukowego, w szczególności dzieła Polityki kulturalne a wolność wypowiedzi artystycznej w Polsce w latach 1989–2015. Praca po kilku latach od publikacji, w przeddzień wyborów na kolejną kadencje władzy dziekana została przez anonimowe źródło oceniona na plagiat.
Wieloletni pracownik naukowy Instytutu Nauk Politycznych Wydziału Dziennikarstwa i Nauk Politycznych, a następnie Wydziału Nauk Politycznych i Studiów Międzynarodowych Uniwersytetu Warszawskiego. Od 2019, po likwidacji INP, w Katedrze Historii Politycznej WNPiSM.
W latach 2012–2016 pełnił funkcję zastępcy dyrektora Instytutu Nauk Politycznych UW ds. naukowych i współpracy z zagranicą. Od 1 października 2016 do 30 września 2020 prodziekan WNPiSM ds. finansowych i rozwoju, a od 1 października 2020 dziekan tego Wydziału. Członek Senatu UW kadencji 2020–2024. Ponownie wybrany na dziekana kadencji 2024–2028.

### Kontrowersje
Pod koniec pierwszej kadencji dziekana, od momentu ogłoszenia chęci reelekcji był wielokrotnie oskarżany o mobbing przez trzech pracowników Wydziału, miał organizować konkursy na przygotowanie herbaty dla dziekana. Jeden z pracowników mobbowanych przez Przastka miał targnąć się na własne życie.
Wielu pracowników Wydziału pod własnym nazwiskiem zaprzeczało anonimowym wówczas zarzutom. Publicznego poparcia Danielowi Przastkowi udzielili zarówno pracownicy administracji, nauczyciele akademiccy, jak i profesorowie belwederscy oburzeni odwołaniem wyborów bez podania podstawy prawnej. Pracowników administracyjnych o deklaracje poprosiła ich przełożona, dając im około dwóch godzin na wyrażenie poparcia w e-mailu widocznym dla innych zatrudnionych; według Komisji Zakładowej NSZZ „Solidarność” złamała w ten sposób „godnościowe prawa pracowników”. Odwołanie czynności wyborczych zostało podjęte na wniosek byłego prodziekana ds. finansów; poinformował on komisję uczelnianą o artykule prasowym, w którym przedstawiono anonimowy zarzut o plagiat i autoplagiat w habilitacji dziekana. W dniu publikacji artykułu były prodziekan zapoznał się z nim oraz przesłał informację o nim do uczelnianej komisji wyborczej, która tej samej nocy wstrzymała zarządzone na kolejny dzień wybory. Praca naukowa została następnie zbadana przez specjalną komisję, która oceniła pozytywnie jej autentyczność. Przewodniczącym komisji był zatrudniony na tym samym wydziale prof. Roman Kuźniar, który wcześniej bronił Przastka przed zarzutami.
Mimo interwencji Rzeczniczki Akademickiej UW, Daniel Przastek pozostał na stanowisku, wygrywając w głosowaniu tajnym w wyborach elektorskich. Otrzymał 100 głosów „za”, 22 „przeciw”, a 14 wstrzymało się od głosu.
W marcu 2025 Gazeta.pl opublikowała reportaż o Przastku, opisując jego nieobyczajne zachowania (obnażanie się w miejscu pracy i pokazywanie swoich genitaliów innym pracownikom, molestowanie seksualne, mobbing oraz posługiwanie się obraźliwym i wulgarnym językiem). W tym i kolejnym tekście część osób formułujących zarzuty wobec Przastka robiła to już pod własnym nazwiskiem. Po publikacji rektor UW Alojzy Nowak wyjaśnił, że zna te sprawy i są one przedmiotem postępowania, które toczy się od dziesięciu miesięcy i w które nie można ingerować. Powołał jednak dodatkową komisję mającą zbadać zasadność zarzutów. Z dniem 27 marca 2025 r. Uniwersytet Warszawski rozwiązał stosunek pracy z Danielem Przastkiem w trybie dyscyplinarnym. Prokuratura na wniosek uczelni wszczęła postępowanie sprawdzające w związku z doniesieniami ws. niewłaściwych zachowań, których miał się dopuszczać.

## Kariera artystyczna
Współpracował z wieloma instytucjami kulturalnymi m.in.:
- Instytutem Teatralny w Warszawie przy wystawie „Teatr stanu wojennego” w 2007 roku oraz, jako dramaturg, przy spektaklu „Prolog” w 2011;
- Instytutem Pamięci Narodowej w ramach projektu naukowego „Rok kultury niezależnej” w 2009;
- Teatrem Wielkim – Operą Narodową jako dramaturg przy spektaklach „Oresteia” (opera, 2010) oraz „I przejdą deszcze…” (balet, 2011);
- Muzeum Powstania Warszawskiego jako dramaturg przy „Awantura warszawska” w 2011;
- Teatrem Nowym w Łodzi jako dramaturg przy spektaklu „Hotel Savoy” w 2012;
- Teatrem Polskim we Wrocławiu jako dramaturg przy spektaklu „Dziady cz. I, II i IV” oraz „Upiór” Adama Mickiewicza w 2014, a w 2015 „Dziady część III”; w 2016 były to „Dziady część III, Ustęp, Objaśnienia i Do przyjaciół Moskali”;
- Teatrem Powszechnym w Warszawie przy spektaklu „Fantazy” Juliusza Słowackiego;
- Galerią Narodową Zachętą przy współtworzeniu „Orestesa” w 2016;
- Teatrem Polskiego Radia przy adaptacji „Nie-boskiej komedii”;
- Teatrem Polskim w Warszawie przy laboratorium „Sześć polskich mów”[29].

Współzałożyciel Stowarzyszenia Międzynarodowych Inicjatyw Kulturalnych SMIK. W 2013 był dyrektorem artystycznym Eye On Culture Festiwal. W latach 2014–2015 koordynator programowy Białołęckiego Festiwalu Komediowego „Zabafka” oraz twórca i kurator Sceny Impresaryjnej Białołęckiego Ośrodka Kultury. Pomysłodawca premier studenckich w Teatrze Polskim w Warszawie i Teatrze Powszechnym w Warszawie. W latach 2014–2019 współtworzył Festiwal Teatrów Studenckich START, od 2016 był jego dyrektorem artystycznym.

## Dydaktyka
- Historia Polski XX wieku
- Historia Społeczna Europy
- Historia Powszechna XX wieku
- Bezpieczeństwo kulturowe
- Najnowsza historia polityczna Polski
- Kultura i polityka[30]

## Wybrane publikacje
- Daniel Przastek, Teatr w okresie politycznego przełomu (1981–1984), „Rocznik Nauk Politycznych” 2002, nr 4.
- Daniel Przastek, Europejska współpraca kulturalna. Unia Teatrów Europy, „Przegląd Europejski” 2002, nr 2.
- Daniel Przastek, Wykorzystujący i wykorzystani. O przyczynach wydarzeń roku 1968 w Polsce i na świecie, „Świat i Polityka” 2003, 1–2.
- Daniel Przastek, Theatre during political transformation (1981–1984), „Political Science Annual” 2004, nr 6.
- Daniel Przastek, Kultura polityczna społeczeństwa polskiego w XX wieku, „Społeczeństwo i Polityka” 2004, nr 1.
- Daniel Przastek, Wzorce i świadectwa,, [w:] Horyzonty teatru. Szkice o twórczości Kazimierza Brauna, Toruń 2004.
- Daniel Przastek, Polityczność teatru polskiego w latach 1944–1981, „Rocznik Nauk Politycznych” 2005, nr 8.
- Daniel Przastek, Środowisko teatru w okresie stanu wojennego, Warszawa 2005.[29]
- Daniel Przastek, Polityki kulturalne a wolność wypowiedzi artystycznej w Polsce w latach 1989–2015, Warszawa, 2017[2].